# Список керівників держав 765 року
Список керівників держав 765 року — це перелік правителів країн світу 765 року.
Список керівників держав 764 року — 765 рік — Список керівників держав 766 року — Список керівників держав за роками

## Європа
- Абазгія — ерістав Леон I (745—768)
- Айлех — Ніалл Фроссах мак Фергайле (743—770)
- Айргіалла — до 825 невідомо
- Королівство Східна Англія — Етельред (760—790)
- Королівство Астурія — Фруела I (757—768)
- Герцогство Баварія — Тассілон III (753—788)
- Перше Болгарське царство — Телець (762—765); Сабін (765—766)
- Брихейніог — Ноуї (760—770)
- Волзька Болгарія — Ірхан (? — 765?); Тукий (765—815)
- Венеційська республіка — дож Мауріціо Гальбайо (764—787)
- Вессекс — Кіневульф (757—786)
- Візантійська імперія — Костянтин V 741—775)
  - Неаполітанське герцогство — Стефан II (756—766)
- Королівство Гвент — Фернфел ап Ітел (755—775)
- Гвікке — Угтред (759—770)
- Королівство Гвінед — Карадог ап Мейріон (754—798)
- Дал Ріада — Ед Фінд (761—778)
- конунґ данів — Гаральд Боєзуб (735?-770?)
- Дівед — Маредід ап Теудос (760—798)
- Думнонія — король Коврдоллі ап Діфнвал (750—770)
- Королівство Ессекс — Сігерік (758—798)
- Іберійське князівство — Нерсе (760—772)
- Ірландія — верховний король Ніалл Фроссах мак Фергайле (763—775)
- Карантанія — князь Ґотімиря (751/752—769)
- Королівство Кент — Едберт II (762—764/765); Еґберт II (765—784)
- Кордовський емірат — Абдаррахман I (756—788)
- Король лангобардів — Дезидерій (756—774)
  - Герцогство Беневентське — Арехіз II (758—774)
  - Сполетське герцогство — Теодіцій Сполетський (763—774)
  - Герцогство Фріульське — Петро (751—774)
- Ленстер — Келлах мак Дунхада (760—776)
- Мерсія —Оффа (757—796)
- Морганнуг — Ріс ап Ітел (755—785)
- Коннахт — Айліль Медрайге МакІннрехтах (756—764); Дуб Іннрехт МакКатайл (764—768)
- Мунстер — Кахуссах мак Етерскелай (742—769)
- Король піктів — Кініод I (763—775)
- Королівство Нортумбрія — Етелвалд Молл (759—765); Елхред (765—774)
- Королівство Повіс — Брохфел ап Елісед (755—773)
- Королівство Сассекс — Осмунд (757—792)
- Сейсіллуг — Артен ап Сейсілл (740—807)
- Стратклайд — Еугейн II ап Думнагуал (760—780)
- Улад — Фіахне мак Аедо Ройн (750—789)
  - Конайлле Муйрхемне — Варгал (Варгалах) мак Вахтбрайн (752—765); Слуагадах мак Варгалайг (765—784)
  - Ві Ехах Кобо — Гормгал мак Конайлле (761—776)
- Король Міде Фолламан мак Кон Конгалт (763—766)
- Франкське королівство:
  - Нейстрія — мажордом Піпін III Короткий (741—768)
  - Герцогство Васконія — персональна унія з герцогством Аквітанія до 768; Вайфер (744/745—768)
  - Бретонська марка — Роланд (753—778)
- Фризьке королівство — Радбод II (760—792)
- Хозарський каганат — Багатур (755—765); бек-мелех Булан (765—770)
- Швеція — Гаральд Боєзуб (695? — 8 століття)
- Святий Престол; Папська держава — папа римський Павло I (757—767)
- Вселенський патріарх — Костянтин II (754—766)
  - Тбіліський емірат — до 813 невідомо

## Азія
- Близький Схід:
  - Аббасиди — Абу Джафар аль-Мансур (754—775)
    - Вірменський емірат — Язід ібн Усайд ас-Суламі (759—769)
    - Дербентський емірат — Язід I (760-бл. 786)
- Індія:
  - Західні Ганги — Шріпуруша (726—788)
  - Камарупа — до 815 точна хронологія невідома
  - самраат Кашмірської держави Ваджрадітья (761—768)
  - Династія Майтрака — Сіладітія VI (762—766)
  - Імперія Пала — Ґопала I (750—770)
  - Династія Паллавів — Нандіварман II (731—796)
  - Держава Пандья — Мараварман Раджасінга I (735—765); Джатіла Парантака (765—815)
  - Раджарата — раджа Аггабодхі VI (741—781)
  - Раштракути — Крішна I (756—774)
  - Східні Чалук'ї — Віджаядітья I (755—772)
- Індонезія:
  - Матарам — Панамкаран (746—775)
  - Шривіджая — Дармасету (742—775)
- Китай:
  - Династія Тан — Дай-цзун (762—769)
  - Тибетська імперія — Тисрондецан (755—797)
- Наньчжао — Мень Гелофен (748—779)
- Корея:
  - Об'єднана Сілла — ісагим (король) Кьондок (742—765); Хегон (765—780)
  - Пархе — Мун-ван (737—793)
- Паган — король Шве Хмаук (762—785)
- Середня Азія:
  - Тюргеський каганат — Ата-Бойла (759—766)
  - Бухархудати — Туксбада III (753? — до 775?)
  - Уйгурський каганат — каган Альп-Кюлюг Богю-каган (759—780)
- Ченла — Раджендраварман I (760—780)
- Японія — Імператор Кокен (764—770)

## Африка
- Аксумське царство — Талатем (753—774)
- Аббасиди — Абу Джафар аль-Мансур (754—775)
  - Берегвати — Саліх ібн Таріф (744—до 792?)
  - Некор (емірат) — Саїд I ібн Ідрис (760—803)
- Макурія — Кіріак II (760—768)

## Північна Америка
- Мутульське царство — К'авііль-Чан-K'ініч (741—761/770)
- Баакульське царство — К'ініч-К'ук'-Балам II (764— після 783)
- Шукуупське царство — Яш-Пасах-Чан-Йо'паат (763— після 810)
- Яшчилан — Яшун Б'алам IV (752—768)
- Царство Цу'со — К'ак'-Тілів-Чан-Йо'паат (725—785)